# Limnodynastes terraereginae
Limnodynastes terraereginae es una especie  de anfibios de la familia Limnodynastidae.

## Distribución geográfica
Es  endémica de la costa este de Australia, se encuentra  en el extremo norte de Queensland al noreste de Nueva Gales del Sur .